# 欧洲蜂鸟
欧洲蜂鸟属（学名：Eurotrochilus）是蜂鸟的一个已滅絕的属，生活于渐新世的德国，波兰和法国。它们是已知年代最古老的蜂鸟之一，模式种是意外欧洲蜂鸟（E. inexpectatus）。